# Mount Mansfield
Mount Mansfield – góra w Stanach Zjednoczonych, w paśmie Gór Zielonych (część Appalachów), najwyższe wzniesienie w stanie Vermont (1339 m n.p.m.). Leży na granicy hrabstw Lamoille i Chittenden, na terenie lasu stanowego Mount Mansfield, około 30 km na wschód od miasta Burlington i jeziora Champlain.
Góra ma kilka wierzchołków ułożonych południkowo. Widziane od wschodu układają się one na kształt przypominający nieco profil twarzy człowieka. Ich nazwy pochodzą od poszczególnych jej części, m.in. Forehead (czoło), Nose (nos), Chin (broda, najwyższy szczyt) i Adam′s Apple (jabłko Adama). Na wschodnim stoku funkcjonuje ośrodek narciarski.